# Манастир Дреновица
Манастир Дреновица је српски средњовјековни манастир који је откривен археолошким истраживањем. Припада Епархији бањалучкој Српске православне цркве.

## Историјат
Манастир се налази у селу Дренова (Прњавор) крај Прњавора. До сада су ископани дјелови олтара, живопис, али и друге ствари, који потврђује да је ријеч о храму, посвећеном Светом Ђорђу. Претпоставља се да је манастир Дреновица срушен у 16 или 17 вијеку.